# Glindenberg

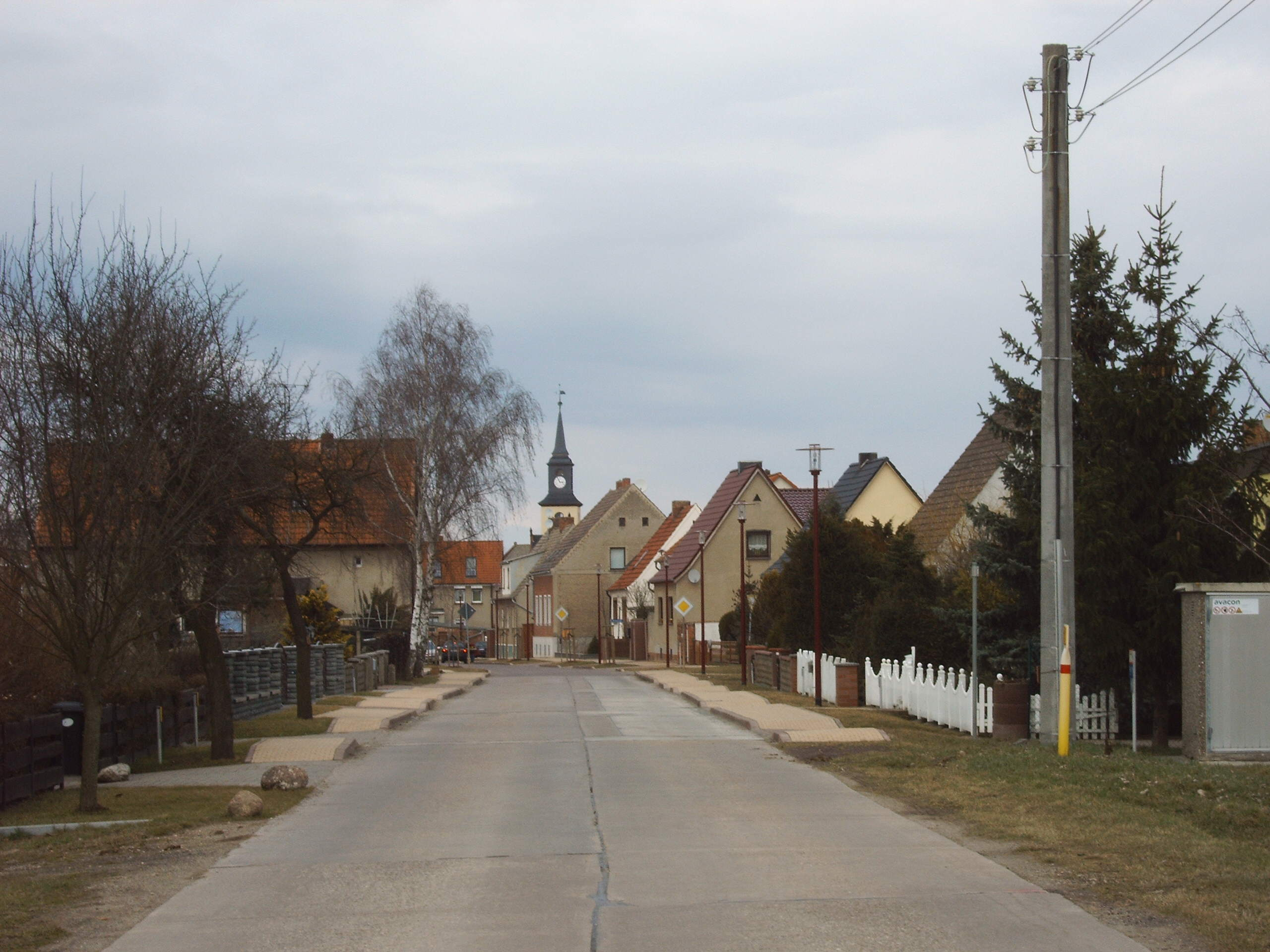
Südliche Ortseinfahrt

Glindenberg ist ein Ortsteil der Stadt Wolmirstedt im Landkreis Börde in Sachsen-Anhalt.

## Geografie

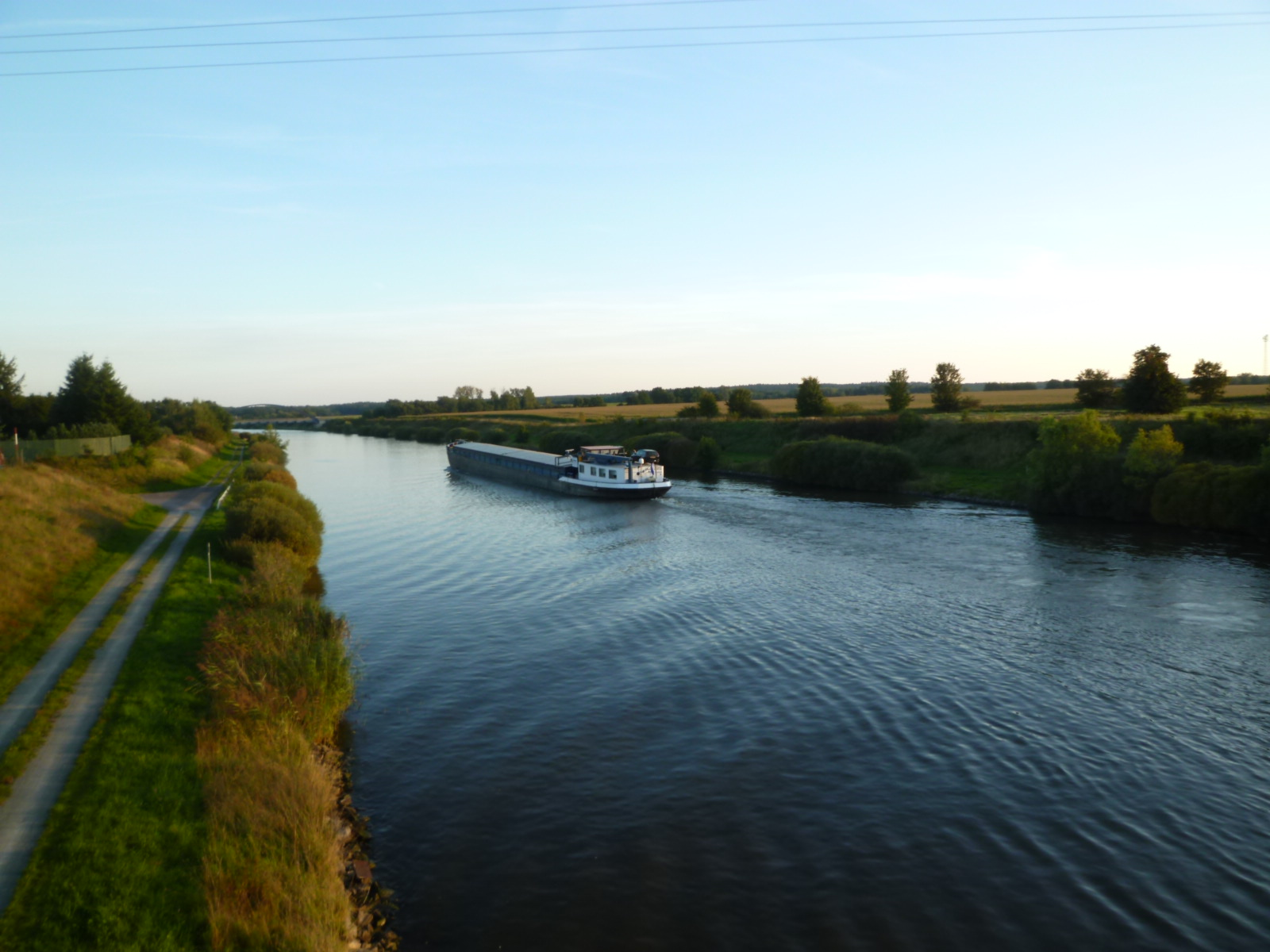
Der Mittellandkanal

Glindenberg liegt etwa zwölf Kilometer nördlich von Magdeburg am Mittellandkanal und etwa 1,5 Kilometer westlich der Elbe. Vier Kilometer westlich von Glindenberg befindet sich die Kernstadt von Wolmirstedt. Der Ort ist vom Mittellandkanal im Süden, der Elbe im Osten und der einen Kilometer westlich gelegenen Ohre begrenzt.

## Geschichte
Glindenberg wurde um 1200 das erste Mal urkundlich in einem Urkunden-Inventar des Klosters St. Agnes in der Magdeburger Neustadt erwähnt. Im Dreißigjährigen Krieg von 1618 bis 1648 wurden Teile Glindenbergs und der Kirche zerstört. Im Ersten Weltkrieg (1914–1918) fielen 27 Glindenberger. Im Zweiten Weltkrieg (1939–1945) starben 41 Einwohner Glindenbergs.
Nach dem Zweiten Weltkrieg lebten viele Flüchtlinge aus dem Osten in Glindenberg. Einige machten nur eine Zwischenstation, andere blieben und fanden im Ort eine neue Heimat. Aber auch gebürtige Glindenberger verließen den Ort und suchten in der Bundesrepublik ihr Glück. Ein Glindenberger, der nach der Abriegelung der innerdeutschen Grenze am 13. August 1961 in den Westen zu gelangen versuchte, war Klaus Kühne. Gemeinsam mit Hans-Peter Mielau (* 24. Januar 1943 in Königsberg) wollte er am 20. März 1962 durch die Aland, einem Nebenfluss der Elbe, der bei Schnakenburg in diese mündet, in die Bundesrepublik tauchen. Beide verloren dabei ihr Leben. Während Mielau Wochen später auf westdeutschem Gebiet angeschwemmt wurde und man ihn in die DDR zu seinen Eltern überführte, wo er auf dem Magdeburger Westfriedhof beerdigt wurde, fehlt von Kühne jede Spur. Er wurde im Jahr 1999 für tot erklärt.
Glindenberg war durch die Elbe wiederkehrend hochwassergefährdet. So wurde der Ort während der Jahrhunderthochwasser 2002 und 2013 zeitweise evakuiert. In beiden Fällen kam es nicht zu einer Überflutung des Ortes, jedoch standen jeweils weite Flächen der umliegenden Gemarkung unter Wasser.
Die ehemals eigenständige Gemeinde Glindenberg wurde am 1. Juli 2009 in die Stadt Wolmirstedt eingemeindet.
Vom 15. Juni 2012 bis zum 17. Juni 2012 wurden 800 Jahre Glindenberg gefeiert.

## Politik

### Gemeinderat
Der letzte Gemeinderat in Glindenberg setzte sich aus 13 Ratsmitgliedern zusammen:
- Bürger für Glindenberg (BfG): 8
- CDU: 3
- SPD: 1
- Grüne: 1

(Stand: Kommunalwahl am 13. Juni 2004)

### Ortschaftsrat
Die jetzige Ortsbürgermeisterin ist Gerhild Schmidt (CDU).
| Ortschaftsrat Glindenberg setzt sich aus 7 Mitgliedern zusammen. Die letzte Wahl des Ortschaftsrates fand am 26. Mai 2019 statt und die Wahlbeteiligung lag bei 49,59 %. - 3 Sitze (CDU) - 2 Sitze (SPD) - 1 Sitz (Grüne) - 1 Sitz (AfD) | Mitglieder des Ortschaftsrates - Meyer, Fritz-Georg (CDU) - Opitz, Andy (SPD) - Plaßmann, Michael (SPD) - Schmidt, Gerhild (CDU) - Schmidt, Rainer (AfD) - Schröder, André (CDU) - Schlenker, Thomas-Josef (Grüne) |

### Bürgermeister
Als letzte ehrenamtliche Bürgermeisterin war Gisela Gerling-Koehler seit dem 26. April 1998 im Amt. Bei der letzten Bürgermeisterwahl am 8. Mai 2005 erhielt sie bei einer Wahlbeteiligung von 31,9 % 330 Stimmen (89,7 % der Wählerstimmen). Seit dem Sommer 2012 war Alfons Hesse Ortsbürgermeister. Nach seinem Wechsel in den Wolmirstedter Stadtrat folgte ihm 2014 im Amt Gerhild Schmidt.

### Wappen

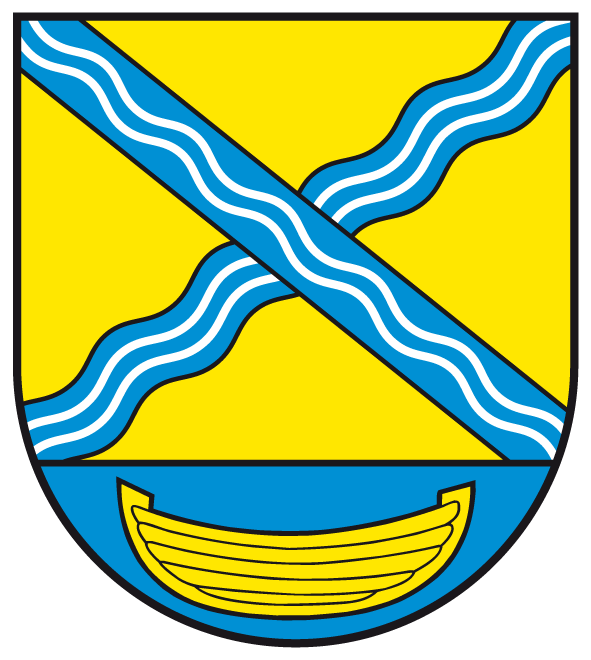
Wappen von Glindenberg

Das Wappen wurde am 29. Oktober 1999 durch das Regierungspräsidium Magdeburg genehmigt.
Blasonierung: „In Gold eine blaue Schräglinkswellenleiste, überdeckt durch eine blaue Schrägrechtsleiste, beide belegt mit je zwei silbernen Wellenfäden. Im blauen Schildfuß ein goldener, schwarz konturierter Kahn.“
Die Farben der Gemeinde sind Blau-Gold (Gelb).

### Flagge
Der Ortsteil Glindenberg führt eine Blau-Gelb-Blau gestreifte Flagge mit dem aufgelegten Wappen des Ortsteils.

## Kultur und Sehenswürdigkeiten
In Glindenberg befindet sich die in ihrem Kern aus dem 15. Jahrhundert stammende Kirche St. Nikolai, die für Gottesdienste und Konzerte genutzt wird. 
Seit dem Jahr 2000 besteht in Glindenberg ein gemischter Chor aus aktuell 18 Sängerinnen und Sängern. Der Chor ist ein eingetragener Verein und wird ehrenamtlich geleitet, beteiligt sich an regionalen Kulturveranstaltungen und organisiert eigene Konzerte. Das gesungene Liedgut besteht aus deutschen, englischen und internationalen, überwiegend traditionellen Stücken. 2015 konzertierte der Chor gemeinsam mit zwei Teilnehmerchören, die aus Lettland und Rumänien angereist waren, um an den European Choir Games in Magdeburg teilzunehmen. 2016 nahm der Chor syrische und albanische Flüchtlinge auf.
Um noch mehr Menschen zum Singen zu bewegen, wurde im November 2024 eine „offene Probe“ durchgeführt, zu der Interessierte eingeladen wurden.
Auf dem Ortsfriedhof wurden zwei Polen und ein sowjetischer Bürger (alle namentlich bekannt) beigesetzt, die während des Zweiten Weltkrieges nach Deutschland verschleppt und hier Opfer von Zwangsarbeit wurden. Die auf dem Friedhof befindliche Feierhalle Glindenberg ist denkmalgeschützt.
Sehenswert ist das unmittelbar südlich des Ortsteils gelegene Wasserstraßenkreuz Magdeburg, welches auch durch das Wappen symbolisiert wird.

## Wirtschaft und Infrastruktur
Glindenberg liegt an den Bahnstrecken Magdeburg–Wittenberge, Schönebeck–Glindenberg und Glindenberg–Oebisfelde.
Bis zur Bundesstraße 189, die Magdeburg mit Stendal verbindet, sind es in westlicher Richtung etwa sechs Kilometer. Die Bundesautobahn 2 (Anschlussstelle Magdeburg-Rothensee) wird nach vier Kilometern erreicht.
Im Ort befindet sich mit dem Glindenberger Hof eine Pension mit 20 Zimmern.

## Sport
Im Ort gibt es den Sportverein „Blau-Weiss Elbe Glindenberg“, der die Ausübung mehrerer Sportarten anbietet. Dazu gehört insbesondere der Fußball.

### Fußballmannschaften
- Herren (18–35 Jahre)
- Alte Herren (ab 35 Jahre)

#### Erfolge
| Jahr | Mannschaftsart       | Erfolg                                                                                      |
| ---- | -------------------- | ------------------------------------------------------------------------------------------- |
| 1999 | C-Junioren Kleinfeld | Kreispokalsieger C-Junioren Kreisklasse                                                     |
| 2000 | B-Junioren           | Staffelsieger B-Junioren Kreisklasse                                                        |
| 2002 | Herren               | Aufstieg in die 1. Kreisklasse (durch Staffelneueinteilung Abstufung in die 2. Kreisklasse) |
| 2003 | C-Junioren Kleinfeld | Kreispokal- und Staffelsieger der Kreisklasse C-Junioren                                    |
| 2011 | Herren               | Aufstieg in die 1. Kreisklasse                                                              |
| 2015 | A-Jugend             | Hallenkreismeister                                                                          |
| 2018 | 1. Herren            | Vizelandesmeister BeachSoccerCup des Fußballverbandes Sachsen-Anhalt                        |